# Cal Pinyol (el Lloar)
Cal Pinyol és una casa del Lloar (Priorat) protegida com a Bé Cultural d'Interès Local.

## Descripció
Cal Pinyol presenta a la façana una porta amb un marc fet de carreus de pedra i una petita ampliació o orella a la part superior, coronada aquesta per la inscripció de l'any de construcció.
La resta de la façana és arrebossada, amb la part baixa recoberta de pedra. Les altres d'obertures estan també emmarcades amb un fris llis continu.

## Història
La construcció de la casa data del període anterior a la fil·loxera i, per tant, correspon a una època d'esplendor per al municipi. Cal Pinyol pertanyia a una de les famílies més importants que hi vivien.